# Piloto pago
Un piloto pago es un piloto de un equipo profesional de automovilismo que, en lugar de recibir un pago del propietario de su automóvil, conduce gratis y trae consigo patrocinio personal, fondos personales o familiares para financiar las operaciones del equipo. Esto se puede hacer para obtener experiencia en la pista o para vivir el estilo de vida de un piloto en una serie en particular cuando el talento o las credenciales de uno no ameritan un viaje de pago. Alternativamente, dicha persona también es llamada comprador o niño rico en los Estados Unidos, conductor caballero en automóviles deportivos y carreras GT, y corsario en Australia.
Los pilotos pago han sido la norma en muchas de las series secundarias de los deportes de motor, particularmente en la Fórmula 2, Fórmula 3, NASCAR Xfinity Series e Indy Lights. Sin embargo, ha habido muchos pilotos pago en series de alto nivel como la Fórmula 1, la Championship Auto Racing Teams, la IndyCar Series y la Copa NASCAR.

## Fórmula 1
Hubo un tiempo en que las regulaciones de la F1 con respecto al cambio de pilotos durante el transcurso de una temporada eran extremadamente liberales, lo que alentó a algunos equipos a reclutar a una serie de pilotos pago para conducir sus monoplazas, a veces solo para una o dos carreras. Frank Williams Racing Cars (predecesor del exitoso equipo Williams F1 de Frank Williams y Patrick Head) fue particularmente prolífico con respecto a la cantidad de pilotos que usaría en una temporada: diez pilotos condujeron para el equipo tanto en 1975 como en 1976. Debido a esto, las reglas sobre los cambios de piloto se endurecieron posteriormente.
Los equipos que están dispuestos a aceptar pilotos pago a menudo se encuentran al final de la grilla y tienen dificultades financieras. Si bien un piloto a menudo trae una infusión de fondos muy necesarios, sus términos a menudo requieren propiedad compartida y/o influencia en las operaciones del equipo. Esta dependencia también puede ser perjudicial, si un piloto pago deja el equipo, esto podría dejar al equipo incapaz de reemplazar la financiación vinculada a ese piloto, ya que los malos resultados podrían dificultar la búsqueda de un patrocinador. Un caso involucró el colapso del equipo Forti después de que el adinerado piloto brasileño Pedro Diniz dejara el equipo y fichara por Ligier después de la temporada 1995; Forti se retiró de la Fórmula 1 después del Gran Premio de Alemania de 1996.
Los expilotos de Fórmula 1 Ricardo Rosset y Alex Yoong eran conocidos por la cantidad de dinero que gastaron sus familias para financiar sus carreras en la F1. Ellos u otros pilotos pago como Giovanni Lavaggi y Jean-Denis Délétraz suelen estar asociados con peores actuaciones en comparación con los pilotos pagados. Diniz contó con el respaldo de su familia, pero a lo largo de su carrera logró obtener algunos resultados decentes en comparación con los otros pilotos pago de la época, anotando 10 puntos de campeonato en seis años (dos quintos lugares y seis sextos lugares, cuando solo los seis mejores pilotos anotaban puntos, a diferencia de los últimos ocho y diez de hoy; él tendría 26 puntos utilizando el sistema de puntuación introducido en 2010), cuando muchos otros pilotos no anotaron ningún punto ni calificaron a las carreras.
Sin embargo, muchos pilotos exitosos, como los múltiples campeones del mundo Niki Lauda y Michael Schumacher, también comenzaron sus carreras como pilotos pago, pero gradualmente se abrieron camino en la escala de las carreras. En contra de la voluntad de su familia, Niki Lauda pidió prestado dinero contra su seguro de vida para asegurar carreras en Fórmula 2 y Fórmula 1 antes de impresionar lo suficiente como para que BRM y luego Ferrari liquidaran sus deudas. Con la excepción de Lauda, cabe señalar que se los consideraba pilotos prometedores y de gran talento antes de que comenzaran sus carreras en la F1, y estaban financiados por fabricantes en lugar de dinero familiar o empresas sin interés en las carreras.
En los últimos años, dos equipos en particular que llamaron la atención por contratar pilotos pago fueron Racing Point y Williams. Después de que Racing Point fuera comprado por un consorcio liderado por Lawrence Stroll, su hijo Lance ocupó uno de los asientos del equipo en 2019. Williams, que regularmente luchaba por atraer fondos, contrató al corredor de Fórmula 2 Sergey Sirotkin en 2018 para emparejarse con Stroll; la medida generó dudas entre los críticos debido a la inexperiencia de Sirotkin en comparación con el popular Robert Kubica, lo que llevó a la directora del equipo, Claire Williams, a denunciar la etiqueta del piloto pago como «injusta». Luego, el mismo Kubica fue etiquetado con la etiqueta cuando reemplazó a Sirotkin, ya que su propio asiento fue financiado por un gran acuerdo de patrocinio de Orlen.
Aunque ocasionalmente los pilotos pago son etiquetados como «indignos» para un asiento de F1, muchos de pilotos pagados en la F1 hoy en día tienen éxito ocasional en sus carreras individuales en fórmulas inferiores. Marcus Ericsson, Felipe Nasr, Esteban Gutiérrez, Rio Haryanto, Jolyon Palmer, Pastor Maldonado, Bruno Senna, Sirotkin, Lance Stroll, Brendon Hartley, Guanyu Zhou, Yuki Tsunoda, Nicholas Latifi y Nikita Mazepin son todos ganadores de carreras durante sus tiempos en las categorías teloneras con Pastor Maldonado y Palmer ambos ganando la GP2 Series, y Stroll ganando el Campeonato Europeo de F3 respectivamente. Maldonado consolidaría su lugar en la historia de la Fórmula 1 con una victoria en el Gran Premio de España de 2012 como el primer venezolano en ganar en F1, con lo que se convirtió en la única pole, podio y victoria de su carrera. También fue la primera victoria de Williams desde 2004 y la última a partir de 2022.

## Otras categorías
Algunos organismos sancionadores ofrecerán a los campeones de categorías inferiores un viaje bien financiado para el siguiente nivel. El programa Road to Indy de INDYCAR LLC otorga un viaje totalmente financiado por Goodyear (originalmente fue financiado por Mazda, y luego por Cooper Tire) para un campeón de la serie en el siguiente nivel. Un paquete de $150 000 y llantas está disponible para el ganador de la competencia entre un grupo invitado de jóvenes pilotos estadounidenses y extranjeros. Un piloto que gane el Campeonato Nacional U.S. F2000 ganará $300 000 que se usarán para un «viaje pago» en el Pro Mazda Championship y dos juegos de neumáticos por carrera. Los ganadores de Pro Mazda recibirán un pago por un viaje en Indy Lights, y el campeón de la Indy Lights obtendrá fondos para competir en al menos tres carreras de IndyCar Series, incluida las 500 Millas de Indianápolis.
Los pilotos pago también son comunes en las carreras de stock car y son muy frecuentes en las series de desarrollo como la Xfinity Series y la ARCA Racing Series. También hay varios pilotos pago que compiten en la Copa NASCAR, incluidos Matt Tifft y Paul Menard, hijo del magnate de las mejoras para el hogar John. Menard tuvo cierto éxito con una victoria en las 400 Millas de Brickyard en 2011 y una aparición en Chase for the Sprint Cup en 2015, mientras que problemas médicos detuvieron la carrera de Tifft en 2019. Los pilotos pago eran controvertidos en las carreras de stock car si los pagos fallaban; por ejemplo en 2015, cuando el equipo de la NASCAR Camping World Truck Series, Kyle Busch Motorsports, demandó al expiloto Justin Boston, un piloto pago, y a su patrocinador por pagos atrasados.
También ha habido una larga historia de pilotos pago en las carreras de turismo de Australia. Históricamente denominados «privateers». Estas personas generalmente consistían en hombres de negocios «hágalo usted mismo» que buscaban promocionar sus empresas a través de las carreras: el concepto alcanzó su punto máximo a fines de la década de 1990 con el nacimiento de la V8 Supercars y la creación de la «Copa de Privateers». Esta serie finalmente se ramificó y se convirtió en la Serie Konica Lites (actualmente Super2 Series), y la construcción desapareció a medida que las carreras se volvieron más caras y profesionalizadas.